# L Copa Nacional Renault
La 50.ª edición de la Copa Nacional Renault es la temporada 2018 de la Renault Sport Clio Cup España. Es el segundo año con Codony Sport como organizador principal del campeonato.

## Escuderías y pilotos
| Escudería                      | N.º        | Piloto                     | Rondas    |
| ------------------------------ | ---------- | -------------------------- | --------- |
| Motor Club Sabadell - Team VRT | 1 201      | Alejandro Royo             | 1, 3 2, 4 |
| Motor Club Sabadell - Team VRT | 5 205      | Eduardo Gago               | 1, 3 2    |
| Motor Club Sabadell - Team VRT | 7 207      | Luís González Martínez (J) | 1, 3 2, 4 |
| Motor Club Sabadell - Team VRT | 9 209      | Marc De Fulgencio (J)(R)   | 1-3 4     |
| Milan Compétition              | 2          | Nicolas Milan              | Todas     |
| Milan Compétition              | 33 66      | Guillaume Lafond           | 1, 3 2    |
| Milan Compétition              | 43 243     | Rafael Villanueva          | 1 2       |
| Milan Compétition              | 111        | Mathieu Lannepoundenx (R)  | Todas     |
| Automóvil Club Zaragoza        | 3 203      | Joaquín Rodrigo (A)        | 1 3 2, 4  |
| Bob Ross Racing                | 4 204      | James JJ. Ross (J)(R)      | 1, 3 2, 4 |
| SMC Junior Team                | 8 208      | Marta Suria (F)            | 1, 3 2    |
| VSR Motorsport                 | 10         | Antonio Aguado (J)(R)      | 3         |
| GPA Racing                     | 15 48      | David Pouget               | 1, 3 2, 4 |
| GPA Racing                     | 23 123 223 | Jordi Palomeras            | 1, 3 2 4  |
| GPA Racing                     | 47         | Dorian Gundenfels (J)      | 1-2, 4    |
| GPA Racing                     | 72         | Kévin Jiménez (R)          | Todas     |
| Skualo Competición             | 50 250     | Henk Van Zoest (A)         | 1, 3 2    |
| TB2S                           | 19         | Guillaume Savoldelli       | 2, 4      |
| TB2S                           | 26         | Pierre Ettienne Chaumat    | 2, 4      |
| TB2S                           | 69         | Jeremy Curty               | 1-2       |
| TB2S                           | 85         | Thibaut Bossy              | 1-2, 4    |

(J) = piloto júnior, (R) = piloto rookie, (F) = piloto femenina, (A) = piloto amateur

## Calendario
| Ronda | Ronda | Circuito                       | Fecha          | Acompaña a                       |
| ----- | ----- | ------------------------------ | -------------- | -------------------------------- |
| 1     | C1    | Circuito de Barcelona-Cataluña | 7 de abril     | Espíritu de Montjuïc             |
| 1     | C2    | Circuito de Barcelona-Cataluña | 8 de abril     | Espíritu de Montjuïc             |
| 2     | C1    | Circuito Ricardo Tormo         | 22 de junio    | F4 Española + Clio Cup Francia   |
| 2     | C2    | Circuito Ricardo Tormo         | 24 de junio    | F4 Española + Clio Cup Francia   |
| 3     | C1    | Circuito del Jarama            | 13 de octubre  | Espíritu del Jarama              |
| 3     | C2    | Circuito del Jarama            | 14 de octubre  | Espíritu del Jarama              |
| 4     | C1    | Paul Ricard                    | 3 de noviembre | Finales Internacionales Clio Cup |
| 4     | C2    | Paul Ricard                    | 4 de noviembre | Finales Internacionales Clio Cup |

## Resultados

### Campeonato de pilotos
Sistema de puntuación
| Posición | 1º | 2º | 3º | 4º | 5º | 6º | 7º | 8º | 9º | 10º | 11º | 12º | 13º | 14º | 15º | T1 | T2 | VR |
| -------- | -- | -- | -- | -- | -- | -- | -- | -- | -- | --- | --- | --- | --- | --- | --- | -- | -- | -- |
| Puntos   | 30 | 26 | 22 | 19 | 16 | 14 | 12 | 10 | 8  | 6   | 5   | 4   | 3   | 2   | 1   | 2  | 1* | 2  |

| Pos | Piloto                     | CAT | CAT | CRT | CRT | JAR  | JAR | PAR | PAR | Retención  | Puntos |
| --- | -------------------------- | --- | --- | --- | --- | ---- | --- | --- | --- | ---------- | ------ |
| 1   | Nicolas Milan              | 2   | 1   | DNS | 1   | 1    | 1   | 3   | 4   |            | 199    |
| 2   | David Pouget               | 1*  | 2*  | 1*  | 2*  | 2    | 2   | 1*  | 5   | (213 - 16) | 197    |
| 3   | Dorian Gundenfels (J)      | 7   | 5   | 3   | 3   |      |     | 2   | 1   |            | 132    |
| 4   | Jordi Palomeras            | 3   | 4   | 4   | 13  | Ret* | 3*  | 8   | 6   | (111- 1)   | 110    |
| 5   | Thibaut Bossy              | 12  | 3   | 6   | 4   |      |     | 7   | 3*  |            | 94     |
| 6   | Alex Royo                  | 5   | 6   | 2   | 16  | 9    | 9   | Ret | 7   |            | 92     |
| 7   | Marc De Fulgencio (J)(R)   | 11  | 9   | 8   | 9   | 3    | 5   | 5   | 8   | (97 - 5)   | 92     |
| 8   | Pierre Etiénne Chaumat     |     |     | 5   | 5   |      |     | 4   | 2   |            | 79     |
| 9   | Luís González Martínez (J) | 6   | Ret | 7   | 6   | 4    | 11  | 9   | Ret |            | 72     |
| 10  | Kévin Jiménez (R)          | Ret | 8   | 15  | 15  | 5    | 4   | 10  | 11  |            | 58     |
| 11  | James JJ. Ross (J)(R)      | 9   | 15  | 10  | 8   | 10   | 7   | 12  | 10  | (59 - 3)   | 56     |
| 12  | Mathieu Lannepoudenx (R)   | 4   | Ret | 9   | 11  | Ret  | 6   | 11  | 12  |            | 55     |
| 13  | Marta Suria (F)            | 10  | 7   | 11  | 7   | 6    | Ret |     |     |            | 49     |
| 14  | Guillaue Lafond            | 8   | 12  | 16  | 12  | 12   | 8   |     |     |            | 32     |
| 15  | Guillaume Savoldelli       |     |     | 12  | 14  |      |     | 6   | 9   |            | 28     |
| 16  | Joaquín Rodrigo            | 13  | 13  | 19  | 18  | 7    | 12  | 13  | 13  |            | 28     |
| 17  | Eduardo Gago               | 15  | 14  | 18  | Ret | 8    | 13  |     |     |            | 16     |
| 18  | Jeremy Curty               | 14  | 11  | 14  | 10  |      |     |     |     |            | 15     |
| 19  | Antonio Aguado (J)(R)      |     |     |     |     | 11   | 10  |     |     |            | 11     |
| 20  | Henk Van Zoest             | 16  | 10  | 17  | 19  | Ret  | Ret |     |     |            | 6      |
| 21  | Rafael Villanueva          | Ret | Ret | 13  | 17  |      |     |     |     |            | 3      |
| Pos | Piloto                     | CAT | CAT | CRT | CRT | JAR  | JAR | PAR | PAR | Retención  | Puntos |

| Color     | Resultado                                                               |
| --------- | ----------------------------------------------------------------------- |
| Oro       | Ganador                                                                 |
| Plata     | 2.ª plaza                                                               |
| Bronce    | 3.ª plaza                                                               |
| Verde     | Finalizó en los puntos                                                  |
| Azul      | Finalizó sin puntos                                                     |
| Azul      | NC - No clasificado                                                     |
| Violeta   | Ret - No terminó (Carrera)                                              |
| Rojo      | DNQ - No se clasificó                                                   |
| Negro     | DSQ - Descalificado                                                     |
| Blanco    | DNS - No empezó (carrera)                                               |
| Blanco    | WD - Retirado (fin de semana)                                           |
| Blanco    | C - Carrera cancelada                                                   |
| Sin color | DNP - Inscrito pero no participó                                        |
| Sin color | INJ - Lesionado                                                         |
| Sin color | EX - Excluido                                                           |
| Estado    | Resultado                                                               |
| Negrita   | Pole position                                                           |
| Cursiva   | Vuelta rápida                                                           |
| †         | Abandona, pero clasifica al completar el porcentaje requerido para ello |

### Clasificación amateur
Sistema de puntuación
| Posición | 1º | 2º | 3º | 4º |
| -------- | -- | -- | -- | -- |
| Puntos   | 14 | 12 | 10 | 8  |

| Pos | Piloto          | CAT | CAT | CRT | CRT | JAR | JAR | PAR | PAR | Retención  | Puntos |
| --- | --------------- | --- | --- | --- | --- | --- | --- | --- | --- | ---------- | ------ |
| 1   | Joaquín Rodrigo | 1   | 2   | 2   | 1   | 1   | 1   | 1   | 1   | (108 - 12) | 96     |
| 2   | Henk Van Zoest  | 2   | 1   | 1   | 2   | Ret | Ret |     |     |            | 52     |

### Clasificación preparadores
| Pos | Preparador         | Puntos |
| --- | ------------------ | ------ |
| 1   | GPA Racing         | 266    |
| 2   | Milan Compétítion  | 167    |
| 3   | Team VRT           | 136    |
| 4   | TB2S               | 109    |
| 5   | Bob Ross Racing    | 25     |
| 6   | SMC Junior         | 16     |
| 7   | Joaquín Rodrigo    | 7      |
| 8   | Jéremy Curty       | 5      |
| 9   | Skualo Competición | 3      |